# Drosophila coffeata (artgrupp)
Drosophila coffeata är en artgrupp inom släktet Drosophila och undersläktet Drosophila. Artgruppen består av fyra arter.

## Arter inom artgruppen
- Drosophila coffeata
- Drosophila fuscolineata
- Drosophila pagliolii
- Drosophila pedroi